# Cascade de Reinhardstein
La cascade de Reinhardstein est une chute d'eau située près du château Reinhardstein du même nom à Ovifat-Robertville, commune de Waimes en Belgique. D'une hauteur de 60 mètres, elle est la plus haute chute d'eau de Belgique. Cette cascade étant peu connue, l'honneur de la plus haute cascade de Belgique revient souvent aux cascades de Coo. La cascade est située dans la vallée de la Warche. Le barrage de Robertville se trouve également à proximité.